# Lekattskär (vid Äpplö, Houtskär)
Lekattskär är en ö i Finland.   Den ligger vid Äpplö i Houtskär i kommunen Pargas i den ekonomiska regionen  Åboland  och landskapet Egentliga Finland, i den sydvästra delen av landet, 210 km väster om huvudstaden Helsingfors.